# PROBA-3
PROBA-3 (PRoject for On-Board Autonomy) est la troisième mission à faible coût de l'Agence spatiale européenne de la série des PROBA destinés à la mise au point de nouvelles technologies spatiales. La mission comprend deux mini-satellites et doit valider différents aspects des vols en formation de satellites : les techniques de déplacement et de mesure de distance, les stratégies de guidage ainsi que les algorithmes de contrôle et de navigation. La mission est lancée le 4 décembre 2024.
L'objectif est de préparer de futures missions spatiales d'astronomie, scientifiques et d'observation de la Terre susceptibles de mettre en œuvre des constellations de satellites. La mission emporte par ailleurs un coronographe dont le masque et l'objectif sont portés par chacun des deux satellites Cette configuration en tandem fournit de nouvelles données sur la couronne solaire à partir du 23 mai 2025. 

## Historique du projet
Les premières études (phase A) au sein de l'Agence spatiale européenne portant sur le développement d'une mission expérimentale destinée à mettre au point le vol de formation de très haute précision débutent en 2005 au sein du Concurrent Design Facility. La revue préliminaire de conception a lieu fin 2012 et le projet est entré dans une phase de spécifications détaillées (phase C/D/E1) en juillet 2014. La revue de projet s'est terminée en 2018.
Deux missions spatiales européennes ont jusque là effectué des démonstrations de vol en formation. D'une part la mission TanDEM-X de l'agence spatiale allemande DLR comprenait deux gros satellites d'observation de la Terre (1350 kg) emportant un radar et capables de maintenir une formation avec une distance relative de 250 à 500 mètres avec une précision de 10 mètres[réf. nécessaire] en utilisant un système de navigation reposant sur le GPS. D'autre part la mission suédoise PRISMA comprenant deux petits satellites (95 et 50 kg) capables de se maintenir à une distance relative de 2 mètres avec une précision de l'ordre du décimètre en utilisant à la fois des systèmes de navigation optique et radio. La mission développée par l'agence spatiale européenne vise à un degré de précision de l'ordre du millimètre.

## Concept de la mission
Proba-3 se compose de deux engins spatiaux indépendants, stabilisés sur trois axes : le Coronagraph Spacecraft (CSC) et le Occulter Spacecraft (OSC). Les deux engins spatiaux voleront l'un près de l'autre sur une orbite hautement elliptique autour de la Terre, avec un apogée à 60500 km d'altitude,,.
Le long de l'arc d'apogée, lorsque le gradient de gravité est nettement plus faible, les deux engins spatiaux acquièrent de manière autonome une configuration de formation, de sorte que le CSC reste à une position fixe dans l'ombre projetée par l'OSC. Le CSC abrite un coronographe qui pourra alors observer la couronne solaire sans être aveuglé par la lumière intense de la photosphère.
Compte tenu du diamètre du disque occulteur de l'OSC et des régions d'observation de la couronne prévues, le CSC doit se trouver à environ 150 mètres de l'OSC, et maintenir cette position avec une précision millimétrique, tant longitudinalement que latéralement. L'objectif scientifique est d'observer la couronne jusqu'à environ 1,1 rayon solaire dans le domaine des longueurs d'onde visibles.
Outre le vol en formation pour la coronographie, certaines manœuvres de démonstration de vol en formation (manœuvres de reciblage et de redimensionnement) seront tentées pendant la phase d'apogée de l'orbite, ainsi qu'une expérience de rendez-vous spatial.
L'acquisition et le contrôle de la formation sont réalisés à bord grâce à un ensemble d'équipements de métrologie et d'actionneurs. L'équipement de métrologie comprend un système à base de laser fournissant une estimation de la position relative de haute précision, un capteur à base visuelle avec une précision plus grossière mais un champ de vision plus large, et un capteur de position d'ombre fournissant la précision la plus fine lorsque le CSC est à proximité de la position cible dans le cône d'ombre.
Après l'arc d'apogée, la formation est brisée par des manœuvres exécutées par les satellites. Les 2 satellites sont placés sur une trajectoire relative qui assure l'absence de risque de collision lors du passage au périgée, lorsque l'altitude du vaisseau spatial descend à 600 km, sans besoin de corrections. Le long de la phase de périgée de l'orbite, les 2 satellites acquièrent des données GNSS pour en déduire une estimation précise de leur position et vitesse relative qui se propage pendant quelques heures jusqu'à la réacquisition de la métrologie avant le prochain arc d'apogée.
Le CSC et l'OSC échangent des données de capteurs et des commandes par le biais d'une liaison intersatellite radiofréquence afin de coordonner leurs activités.

## Conception

### Satellites CSC et OSC
Le CSC est un mini-satellite de 300 kg, hébergeant le coronographe ASPIICS et les capteurs de position d'ombre. Il est équipé d'un système de propulsion mono-propulseur pour effectuer les grandes manœuvres de delta-V nécessaires à l'acquisition et à la rupture des formations. Il héberge également les cibles utilisées par les têtes optiques de métrologie à bord de l'OSC.
L'OSC est un mini-satellite de 250 kg qui héberge les têtes optiques de métrologie laser et visuelle. Il comporte un disque occulteur de 1,4 mètre de diamètre. La forme de son rebord est destinée à réduire la quantité de lumière diffractée par le Soleil qui pénètre dans le coronographe. L'OSC utilise un système de propulsion à gaz froid à faible poussée qui permet un contrôle fin de la position nécessaire au vol en formation.

### Charges utiles scientifiques
La charge utile scientifique principale de PROBA-3 est appelée ASPIICS (Association of Spacecraft for Polarimetric and Imaging Investigation of the Corona of the Sun). Il s'agit d'un coronographe utilisé pour observer la couronne solaire, partie de l'atmosphère du Soleil située au-delà de la chromosphère  qui s'étend sur plusieurs millions de kilomètres en se diluant dans l'espace. Il suit le concept d'un coronographe Lyot classique à occulteur externe, l'occulteur externe étant physiquement fixé à l'OSC tandis que le reste de l'instrument se trouve sur le CSC.
La couronne solaire, qui est un million de fois moins brillante que le Soleil, ne peut être observée qu'en masquant ce dernier. Plusieurs missions spatiales telles que SoHO ont déjà mis en œuvre un coronographe. Mais la technique utilisée jusque là, du fait de la proximité entre le masque et l'objectif, générait des phénomènes de diffraction qui ne permettent pas d'observer la partie de la couronne solaire la plus proche de la surface du Soleil. L'instrument de PROBA-3 utilise un masque situé à plus de 100 mètres de l'objectif qui supprime ce phénomène. Cette technique avait déjà été utilisée brièvement durant la mission Apollo Soyouz de 1975 : le vaisseau Apollo était utilisé pour bloquer la lumière du Soleil arrivant sur le vaisseau Soyouz situé à proximité.
ASPIICS observera la couronne solaire à travers une optique réfractive, capable de sélectionner 3 bandes spectrales différentes : La raie Fe XIV @ 530.4 nm, la raie He I D3 @587.7 nm, et la bande spectrale de la lumière blanche [540;570 nm].
On s'attend à ce que les données d'ASPIICS comblent le vide en termes de champ de vision entre les imageurs EUV et les coronographes à occulteur externe, alors que ces derniers sont des instruments d'un bloc qui ne bénéficient pas d'une distance entre objectif et occulteur aussi grande que celle permise par le vol en formation.
Une charge utile scientifique secondaire (DARA) est hébergée sur l'OSC. DARA est l'abréviation de Davos Absolute Radiometer et est un radiomètre absolu pour mesurer l'Irradiance solaire totale.

### Segment sol et opérations
Comme les autres satellites Proba, PROBA-3 sera exploité depuis Redu, le centre de l'ESA en Belgique.

## Développement du projet
Proba-3 est un projet géré par l'Agence spatiale européenne. Le développement industriel des satellites et du segment sol est mené par SENER Aerospace, qui coordonne les travaux d'une équipe centrale avec Airbus Defence and Space, Qinetiq Space, GMV et Spacebel.
Le coronographe est développé pour l'ESA par un consortium dirigé par le Centre spatial de Liège (CSL) en Belgique, composé de 15 entreprises et instituts de cinq États membres de l'ESA,.
Le DARA est fourni par l'institut PMOD en Suisse.
Les tests du système de capteurs basés sur la vision de la mission ont été effectués au centre technique ESTEC de l'ESA, aux Pays-Bas, en mars 2021. Le système permettra aux deux engins spatiaux de voler en formation précise. Les essais ont donné des résultats prometteurs.

## Objectifs techniques
Les objectifs principaux de la mission sont de mettre au point différentes techniques permettant le vol en formation de haute précision d'une constellation de satellites. Les composants qui doivent être mis au point sont principalement : 
- les algorithmes de contrôle du vol en formation ;
- les techniques de mesure ;
- les techniques de vol autonome robustes.

## Déroulement de la mission

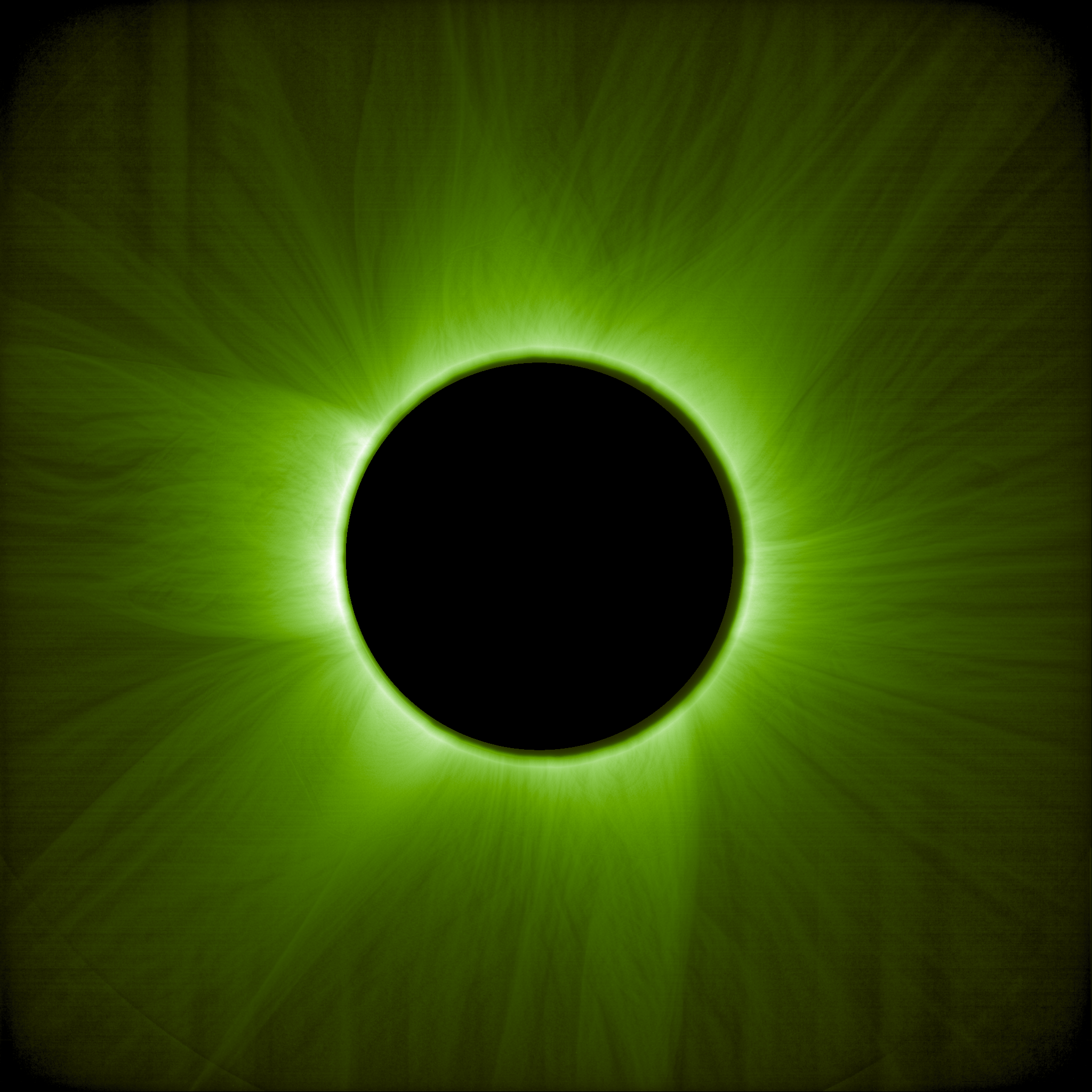
Couronne solaire prise le 23 mai 2025 par le coronographe ASPIICS à bord de Proba-3.

Les satellites sont lancés le 5 décembre 2024 à 10:34 UTC par une fusée indienne PSLV-XL décollant du Centre spatial Satish-Dhawan,. Après avoir été placés en orbite par leur lanceur les satellites initialement solidaires effectuent plusieurs manœuvres. Ils atteignent leur orbite opérationnelle qui est une orbite elliptique haute de 60 530 km d'apogée et de 600 km de périgée avec une inclinaison orbitale de 59°. Les deux satellites sont alors séparés et se mettent dans une configuration en tandem, maintenus à une distance de 150 mètres quasi invariante durant des périodes de 6 heures avec une précision d'alignement de l'ordre du millimètre. Après une période de mise en route de trois mois permettant de vérifier le bon fonctionnement des systèmes, en particulier celui du système anti-collision (Collision Avoidance Manoeuvre CAM) qui intervient si les satellites se rapprochent trop dangereusement. Une fois déclarés opérationnels, les deux satellites enchaînent des manœuvres de vol en formation et des séances d'observation du Soleil avec le coronographe. Les données fournies par le coronographe sont stockées dans la mémoire de 16 gigabits jusqu'à ce que celle-ci soit pleine, puis sont transmises à la station de Redu en Belgique[réf. obsolète].
La première image de la couronne solaire est obtenue le 23 mai 2025 par le coronographe ASPIICS.